# Boris Schinkels
Boris Schinkels (* 1971) ist ein deutscher Jurist und Lehrstuhlinhaber an der Universität Greifswald.
Schinkels studierte von 1991 bis zur Ablegung des 1. Juristischen Staatsexamens 1996 Rechtswissenschaft an der Universität Bielefeld. Danach war er von 1996 bis 1999 sowie von 2000 bis 2002 wissenschaftlicher Mitarbeiter/Assistent bei Thomas Pfeiffer in Bielefeld. 2001 folgten das 2. Juristische Staatsexamen und die Promotion zum Thema: Die Verteilung des Haftungsrisikos für Drittmissbrauch von Medien des bargeldlosen Zahlungsverkehrs.
2001 bis 2002 absolvierte Schinkels das LL.M.-Programm  der University of Cambridge als Stipendiat des DAAD. Im Anschluss war er bis 2008 als wissenschaftlicher Assistent am Institut für ausländisches und internationales Privat- und Wirtschaftsrecht der Ruprecht-Karls-Universität Heidelberg tätig, wo er sich 2007 über die Normsatzstruktur des IPR habilitierte. In seiner Habilitationsschrift verwirft Schinkels die im Internationalen Privatrecht bislang herrschende Theorie von der „Anwendbarkeit ausländischen Rechts als ausländisches“ zu Gunsten eines neuen theoretischen Modells, das von dynamischer Verweisung (Sachnormverweisung) bzw. Delegation im Wege internationaler Organleihe (Gesamtverweisung) ausgeht.
Nach Lehrstuhlvertretungen in Heidelberg (SS 2007) und Greifswald (WS 2007/08) ist er seit 2008 Inhaber des Lehrstuhls für Bürgerliches Recht, Internationales und Europäisches Privatrecht, Rechtsvergleichung und Rechtsharmonisierung im Ostseeraum an der Ernst-Moritz-Arndt-Universität Greifswald (heute Universität Greifswald).